# Milagre dos Peixes Ao Vivo
Milagre Dos Peixes Ao Vivo é o 7º (sétimo) álbum de Milton Nascimento. Foi lançado em LP em 1974.

## Faixas
Originalmente lançamento como álbum duplo, com as seguintes faixas:

### Lado Um
1. "A Matança do Porco/Xá Mate" (Wagner Tiso, Nivaldo Ornelas) – 9:26
2. "Bodas" (Milton Nascimento, Ruy Guerra) – 5:02
3. "Milagre dos Peixes" (Milton Nascimento, Fernando Brant) – 4:04
4. "Outubro" (Milton Nascimento, Fernando Brant) – 6:25

### Lado Dois
1. "Sacramento" (Nelson Angelo, Milton Nascimento) – 3:37
2. "Nada Será Como Antes" (Milton Nascimento, Ronaldo Bastos) – 4:28
3. "Hoje é Dia de El Rey" (Milton Nascimento, Márcio Borges) – 7:40
4. "Sabe Você" (Carlos Lyra, Vinícius de Moraes) – 4:00

### Lado Três
1. "Viola Violar" (Milton Nascimento, Márcio Borges) – 4:17
2. "Cais" (Milton Nascimento, Ronaldo Bastos) – 4:47
3. "Clube da Esquina" (Milton Nascimento, Lô Borges, Márcio Borges) – 3:55
4. "Tema dos Deuses" (Milton Nascimento) – 4:04

### Lado Quatro
1. "A Última Sessão de Música" (Milton Nascimento) – 1:56
2. "San Vicente" (Milton Nascimento, Fernando Brant) – 5:16
3. "Chove Lá Fora" (Tito Madi) – 4:15
4. "Pablo" (Milton Nascimento, Ronaldo Bastos) – 4:45